# Брандвал
Брандвал — бывший муниципалитет в графстве Хедмарк в Норвегии. Муниципалитет площадью 587 квадратных километров существовал с 1867 года до его роспуска в 1964 году, когда он стал частью муниципалитета Конгсвингер. Он был расположен в южной части традиционного района Солёр. Административным центром старого муниципалитета была деревня Брандвал, где находится церковь Брандвал. Муниципалитет включал населенную долину реки Гломма на западе и менее населенный лесной массив Финнскоген на востоке.

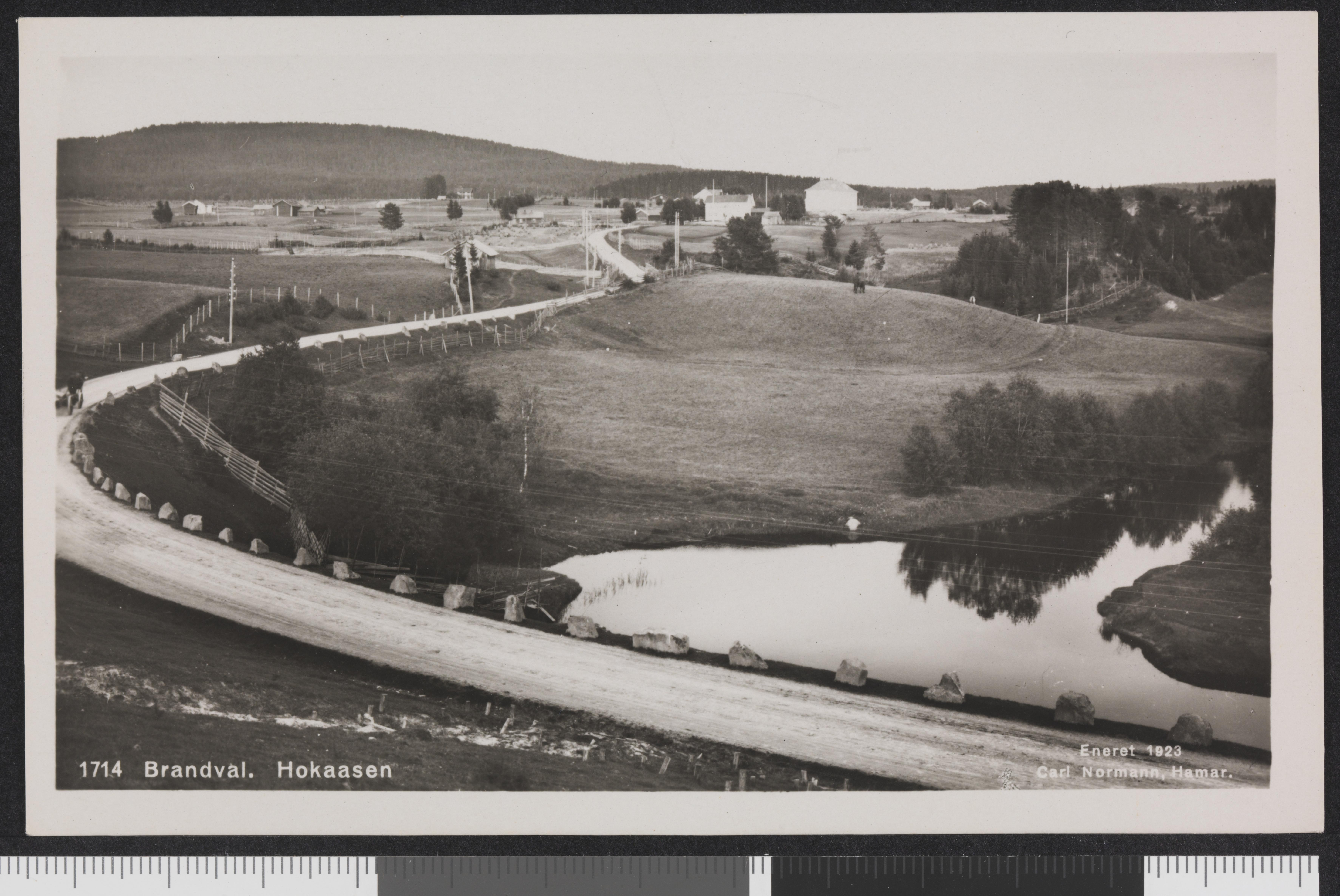
Брандвал в 1923 году